# Asebeia
La asebeia (en griego antiguo: ἀσέβεια) fue un cargo criminal en la antigua Grecia por «profanación y burla de objetos divinos», por «irreverencia hacia los dioses del Estado» o por «falta de respeto hacia los padres y antepasados muertos». Se traduce al español como ‘impiedad’. La mayor parte de los juicios oficiados por este motivo provinieron de Atenas.
El antónimo de asebeia es eusebeia (εὐσέβεια), que puede traducirse como ‘piedad’. Como la piedad era la forma de comportamiento y mentalidad generalmente deseada y esperada, ser llamado y considerado impío (ἀσεβής), ya era una forma de castigo.

## Juicios en Atenas
Todos los ciudadanos, incluido un tercero, podrían presentar este cargo (graphē asebeias) al Archon basileus. En lugar de una sola ley o texto que defina el cargo y los procedimientos que se llevarán a cabo en caso de asebeia, aparece citada en una serie de escritos diversos. Plutarco, Polibio, Demóstenes y Aristóteles se refieren a este comportamiento en sus textos.
Los juicios se llevaban a cabo públicamente en el Heliaia y se dividían en dos etapas: primero se establecía por la audiencia (heliasts o dikastes) mediante votación, si el acusado era declarado culpable; si la mayoría los declara culpables, porque las leyes no prescriben un castigo fijo, la audiencia en la Heliaia entonces, en el segundo paso, decidía el castigo. Los castigos conocidos eran multas, exilio, muerte, confiscación de bienes y atimia (privación de derechos), mientras que la muerte era la sentencia más común. No había derecho a apelar la sentencia dictada, que era ejecutada o supervisada por los magistrados de las once tribus: Las Once (οἱ ἕνδεκα). Los siguientes griegos antiguos, principalmente filósofos, fueron acusados o presuntamente acusados (ya que las fuentes son ambiguas) de asebeia:
- Esquilo (absuelto)[4]
- Anaxágoras (absuelto o exiliado)[5]
- Aspasia (probablemente absuelto)[6]
- Hermocopidae: vandalizadores de las hermas atenienses en el 415 a. C. 22 personas fueron condenadas a muerte.
- Alcibíades (condenado a muerte, pero huyó)
- Andocides fue absuelto en 399 o 400 a. C.
- Sócrates: juzgado y condenado a muerte en 399 a. C.
- Diágoras de Melos (huyó de la muerte)
- Aristóteles (huyó antes del juicio)
- Teofrasto
- Phryne (absuelto)
- Protágoras (condenado a muerte o exilio)
- Diopeithes
- Ninos
- Demades (multado)

### Historicidad
A pesar de que se alegaba que las personas mencionadas anteriormente habían sido acusadas de asebeia en diferentes fuentes posteriores, existe una falta de evidencia histórica y se sugirió que algunas de las acusaciones podrían haber sido fabricadas por historiadores y otros escritores en períodos posteriores.

## Fuera de Atenas
Fuera de Atenas, la asebeia posiblemente se consideraba un estado mental equivocado en lugar de un crimen.